# Yoshimi Ichimura
Yoshimi Ichimura (1952) è un astronomo giapponese.
Yoshimi Ichimura è un astrofilo; di professione è insegnante nelle scuole superiori, residente a Yoshimi (Distretto di Hiki, Prefettura di Saitama).

## Scoperte
Ichimura ha finora scoperto una cometa e quattro supernove:
| Tipo di oggetto | Denominazione      | Anno della scoperta | Coscopritori | Fonti |
| --------------- | ------------------ | ------------------- | ------------ | ----- |
| cometa          | C/1987 W1 Ichimura | 1987                | -            | [ 2 ] |
| supernova       | 2005lx             | 2005                | Tom Boles    | [ 3 ] |
| supernova       | 2007ss             | 2007                | -            | [ 4 ] |
| supernova       | 2008A              | 2008                | -            | [ 5 ] |
| supernova       | 2008hi             | 2008                | -            | [ 6 ] |

## Riconoscimenti
Gli è stato dedicato un asteroide, 23628 Ichimura.